# لی شی-وو
این یک نام کره‌ای است؛ نام خانوادگی لی است.
لی شی-وو (کره‌ای: 이시우؛ زادهٔ ۵ سپتامبر ۱۹۹۷) بازیگر اهل کره جنوبی زیر نظر بیگ پیکچر انترتینمنت است. او بیشتر به خاطر ایفای نقش در افسانه: سیزیف (۲۰۲۱) و دوست‌پسر من باش (۲۰۲۱) شناخته می‌شود.

## فیلم‌شناسی

### مجموعه‌های تلویزیونی
| سال  | عنوان                    | عنوان                        | نقش                   | توضیحات             | منابع       |
| سال  | فارسی                    | کره‌ای                        | نقش                   | توضیحات             | منابع       |
| ---- | ------------------------ | ---------------------------- | --------------------- | ------------------- | ----------- |
| ۲۰۲۱ | افسانه: سیزیف            | 시지프스: the myth           | بینگ بینگ / لی جی-هون | نقش مکمل            | [ ۱ ] [ ۲ ] |
| ۲۰۲۲ | ستاره‌های دنباله‌دار       | 별똥별                       | جین یو-نا             | نقش مکمل            | [ ۳ ]       |
| ۲۰۲۲ | دراما استیج – سندرم بابل | 드라마 스테이지 – 바벨신드롬 |                       | درام تک پرده؛ فصل ۵ | [ ۴ ]       |
| ۲۰۲۳ | دروغگوی دوست داشتنی من   | 나의 사랑스러운 거짓말쟁이   | شیا-اون               | نقش اصلی            |             |

### مجموعه‌های اینترنتی
| سال  | عنوان                                 | عنوان                   | نقش       | توضیحات  | منابع       |
| سال  | فارسی                                 | کره‌ای                   | نقش       | توضیحات  | منابع       |
| ---- | ------------------------------------- | ----------------------- | --------- | -------- | ----------- |
| ۲۰۲۱ | دوست‌پسر من باش                        | 오늘부터 계약연애       | اوه جی-نا | نقش اصلی | [ ۵ ] [ ۶ ] |
| ۲۰۲۲ | خانه کاغذی: کره – منطقه اقتصادی مشترک | 종이의 집: 공동경제구역 | آن        | نقش مکمل | [ ۷ ]       |